# Khyber Afghan Airlines
Khyber Afghan Airlines — грузовая авиакомпания со штаб-квартирой в Джелалабаде (Афганистан).
Компания основана в 2001 году.
Портом приписки авиакомпании и её главным транзитным узлом (хабом) является Аэропорт Джелалабада.